# Rolf Spring
Walter Rolf Spring (19 de marzo de 1917-2005) fue un deportista suizo que compitió en remo como timonel. Participó en los Juegos Olímpicos de Berlín 1936, obteniendo una medalla de plata en la prueba de cuatro con timonel.

## Palmarés internacional
| Juegos Olímpicos | Juegos Olímpicos  | Juegos Olímpicos | Juegos Olímpicos   |
| Año              | Lugar             | Medalla          | Prueba             |
| ---------------- | ----------------- | ---------------- | ------------------ |
| 1936             | Berlín (Alemania) | Medalla de plata | Cuatro con timonel |